# Ninja Sex Party
Ninja Sex Party (oder kurz NSP) ist ein komödiantisches Synthiepop-Duo, das 2009 von Leigh Daniel Avidan, alias Danny Sexbang, und Brian Wecht, alias Ninja Brian, in New York gegründet wurde.

## Geschichte
Über Freunde lernten sich Leigh Daniel Avidan, zuvor Sänger in Bands wie The Northern Hues and Skyhill, und der Pianist Brian Wecht 2009 in New York kennen. Inspiriert von Interpreten wie The Lonely Island oder Flight of the Conchords gründeten beide die Formation Ninja Sex Party, ein musikalisches Duo, das von einem jüdischen Superhelden und einem Ninja handelt. Musikalisch orientieren sie sich vor allem am Synthie-Pop der 1980er, zeigen sich zuweilen jedoch auch vielfältiger, durch den Einsatz von Rockelementen oder Rap-Sprechgesang. Thematisch werden vor allem Themen wie Frauen und Sex, oder schlicht Nonsens besungen. Festivalauftritte, sowie eine hohe Anzahl an, bewusst trashig produzierten, Musikvideos machten das Duo rasch populär. Bis zum Mai 2015 wiesen diese Musikvideos allein auf YouTube rund 52 Millionen Aufrufe auf.
2010 erhielten sie die Auszeichnung für das „Best Comedy Video“ bei der „Industry Power Play's International Music Video Competition“ sowie die „Trophy of Awesomeness“ von Vimeo. Des Weiteren gewannen sie in den Kategorien „Best Comedy Video Short“ und „Best Comedy Song“ bei den „INNY Comedy Awards“.

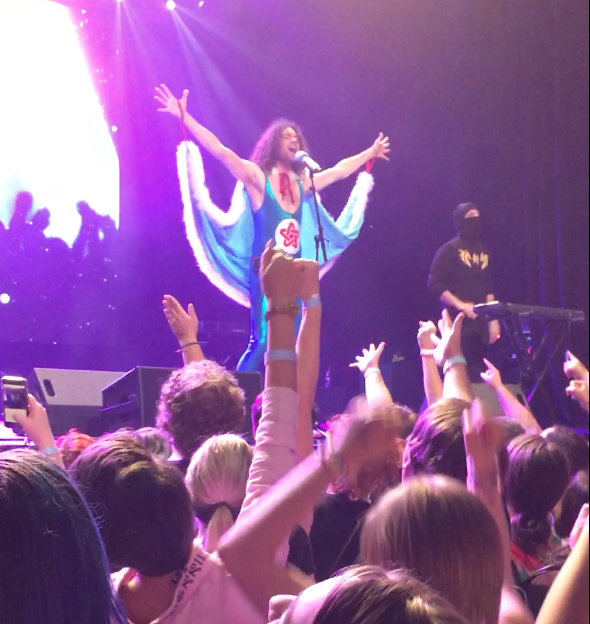
Live in Dallas (2018)

Zusammen mit dem Animator Arin Hanson riefen sie zudem das Synthie-Pop- und Nerdcore-Nebenprojekt Starbomb ins Leben, das vor allem Videospiele behandelt. 2013 erschien das selbstbetitelte Debütalbum und 2014 der Nachfolger Player Select.

## Diskografie

### Alben
- 2011: NSFW
- 2013: Strawberries and Cream
- 2015: Attitude City
- 2016: Under the Covers
- 2017: Under the Covers, Vol. II
- 2018: Cool Patrol
- 2019: Under the Covers, Vol. III
- 2020: The Prophecy

### Singles und EPs
- 2011: Dinosaur Laser Fight
- 2011: FYI I Wanna F Your A
- 2012: Next to You
- 2012: Unicorn Wizard
- 2013: Party of Three
- 2014: Dragon Slayer
- 2014: Attitude City
- 2014: Why I Cry
- 2014: Peppermint Creams
- 2015: Road Trip

### Musikvideos
- 2009: I Just Want To (Dance)
- 2009: The Decision
- 2010: No Reason Boner
- 2010: The Sacred Chalice (Part 1)
- 2010: If We Were Gay
- 2010: Puppies in Space
- 2011: Sex Training
- 2011: Objects of Desire
- 2011: You Can Do Us!
- 2011: Manticore
- 2011: Dinosaur Laser Fight
- 2011: FYI I Wanna F Your A
- 2012: NSP Theme Song
- 2012: Three Minutes of Ecstasy
- 2012: Next To You
- 2012: Unicorn Wizard
- 2012: The Ultimate Sandwich
- 2013: Let's Get This Terrible Party Started
- 2013: Best Friends Forever
- 2013: Party of Three
- 2014: Rhinoceratops vs. Superpuma
- 2014: Dragon Slayer
- 2014: Attitude City
- 2014: Why I Cry
- 2014: Peppermint Creams
- 2015: Everybody Shut Up (I Have an Erection)
- 2015: Road Trip
- 2015: Cookies!
- 2016: Take On Me
- 2016: Everybody Wants to Rule the World
- 2016: Samurai Abstinence Patrol
- 2016: 6969
- 2016: Cool Patrol
- 2017: Pour Some Sugar on Me
- 2017: Rocket Man
- 2017: Heat of the Moment
- 2018: Orgy for One
- 2018: Danny Don´t You Know